# 精英大師
精英大師（英語：Silent Witness，來港前稱），是一匹曾在香港出賽的已退役賽駒，練馬師是告東尼，為2002/2003馬季最佳新馬和最大進步馬匹、2003/2004馬季和2004/2005馬季最受公眾歡迎馬匹、最佳短途馬和香港馬王（兼香港速度系列總冠軍）、2005/2006馬季最佳短途馬，以及2006/2007馬季終身成就獎得主。「精英大師」出賽的賽事全由高雅志策騎，曾創下世界史上設立分級制度後首匹連勝17場的馬匹，另創下多項香港賽駒的本地紀錄。競賽生涯中兩勝國際一級賽。

## 簡介
精英大師出生於澳洲，後來被馬主施雅治運往香港，由告東尼接手訓練，競賽生涯中取得29戰18勝佳績，自2002年12月26日至2005年4月24日期間取得17連勝，其17連勝紀錄打破了同德的香港紀錄以及雪茄的世界紀錄，僅次於1930年代香港馬王自由灣（Liberty Bay）所保持的在港連勝23場的紀錄。競賽生涯取得6200萬港元獎金，亦是一項香港紀錄。其連勝紀錄吸引了不常觀看賽馬的市民注意，每當牠出賽的時候，都有大批支持者穿著精英大師綵衣的T恤進入馬場支持。主要勝出賽事包括了短途三冠洋紫荊短途錦標、百週年紀念短途盃、主席短途獎，另外亦曾勝出香港短途錦標、短途馬錦標等重要賽事。2007年2月角逐最後一場賽事後退役，在澳洲墨爾本近郊外特為各地馬王而設的Living Legends牧場頤養天年。

## 出賽前
1999年10月1日，精英大師出生于澳洲愛丁堡園牧場，在周歲的殷利殊經典拍賣會上拍賣會上被練馬師賀賢以5萬5千澳元購入。之後被命名為，接受訓練期間，於2002年8月23日在柏拉瑞特一場試閘（模擬賽）大勝五個馬位而回。此後，施雅治觀看由澳洲寄來的試閘錄影帶，從多匹馬中選出，並以近30萬澳元的價格擊敗另一名買家成功從中介人戴维·派斯（David Price）處購入馬匹。施雅治曾指出這一決定乃「五成眼光，五成運氣」。以2002-03年度自購新馬 的身份由澳洲運抵香港，交由告東尼訓練，並命名為「精英大師」（英文名則為「Silent Witness」，意思是「沉默的證人」），12月26日首次在香港出賽。

## 競賽生涯

### 2002-03年馬季
2002年12月17日精英大師參與試閘，結果以第一名完成，因而備受馬評家注目。12月26日，精英大師在沙田馬場首次出賽，參加第四班草地1000米賽事。賽前精英大師已成大熱門，開閘後跟隨前列並主動領先，在距終點四百米左右時，已具領先優勢，二百米後逐漸與其他馬匹拉開距離，以三又四分之三個馬位擊敗勝利齊來等馬勝出賽事，賽後香港評分大加16分。2003年1月19日，精英大師第二次出賽，由於同场競技的还有在1200米賽中大勝對手多個馬位，評分大加17分的京城之威，精英大師僅為次熱門（在十七勝不敗比賽中，唯一非大熱門出賽），在比賽中輕鬆帶頭，到直路順勢將寶樹好盈帶離，克服14檔不利形勢以兩個半馬位取勝，大熱門京城之威則僅獲第三，賽後告東尼擔心評磅員如在香港短途錦標預賽及香港短途錦標跑均第四的行雷評分先後增加20分，結果評磅員最終將精英大師的評分增加至13分。
2月23日，精英大師出戰第二班1000米賽事，雖然一度受到跟隨精英大師的丹山飛駒壓迫，但在高雅志的力催下，將對手帶離而勝出賽事。3月23日在第一班1200米賽事上陣，馬匹在1000米起取得領先，在直路以輕鬆姿態帶離對手，最後收慢輕取驃騎一個馬位。季尾贏挑戰香港二級賽沙田銀瓶，由於有評分較高馬匹角逐，精英大師僅負113磅，開閘後取得領先優勢，在最後四百米甩開對手，擊敗輕磅馬上浦福將和短途三冠馬喜勁寶，季內五戰全勝。
在冠軍人馬獎評選中，精英大師獲得“最佳短途馬”和“最佳新馬”兩項提名，因喜勁寶該季勝出短途三冠而成為馬王，精英大師無緣最佳短途馬及香港馬王獎項，但贏得最佳新馬及最大進步馬匹（評為上升幅度為69分，由52分急升至121分）。而在“最受公眾歡迎馬匹”投票中，精英大師屈居電子麒麟之下而排名第二。

### 2003-04年馬季
10月11日精英大師出戰三級賽沙田短途錦標，馬匹留在前列，並於最後400米反應良好，在比賽最後階段與紅旗飛揚鬥得難分難解，於末段一度被對手領先下，最後100米時候發力反而後來居上超越對手，這是精英大師首次在競賽中被對手作出壓迫，要到終點才能分高下的賽事，賽後高雅志曾經表示以為自己會在這場賽事輸掉。在隨後11月22日的香港短途錦標預賽上，精英大師以一放到底的姿態，以二又二分之一馬位擊敗幸福財星。而12月14日的香港短途錦標中，即使面對來自其他地區的精英，精英大師仍然是賽事的大熱門。比賽中精英大師跟隨南非短途冠軍貨幣名駒之後。貨幣名駒雖然在後段試圖帶離精英大師，但精英大師最後一百米处加速超越對手勝出，首次贏下國際一級賽，告東尼亦憑此駒為練馬師生涯首次勝出一級賽（同日更憑幸運馬主勝出香港一哩錦標）。賽後，施雅治表示已將馬匹目標鎖定為香港短途三冠大賽。
2月1日，精英大師出戰洋紫荊短途錦標，勇捷神駒試圖在中段壓迫帶出的精英大師，但在剩下200米左右，高雅志推騎精英大師，帶離對手以兩個馬位取勝。3月13日，精英大師角逐百週年紀念短途盃，并遇到好望角的挑戰，但仍在騎師催策下帶離對手勝出。4月25日的主席短途獎賽事中盡早貼欄帶出，在200米處漸漸帶離對手，再次以兩個馬位之差勝出，以1分8秒5完成，較場地紀錄時間慢0.1秒。成為香港賽馬史上第三匹短途三冠王的馬匹，同時打破同德十連捷的香港紀錄。賽後，告東尼表示精英大師並無角逐外地賽事計劃，餘下時間作出休養。
6月份舉行的冠軍人馬獎，精英大師當選2003/2004年度香港馬王，還榮獲“最佳短途馬”獎項，並由馬迷投票選為“最受公眾歡迎馬匹”。

### 2004-05年馬季
精英大師在該季的第一場賽事是11月21日舉行的香港短途錦標預賽，步步勇在比賽中穩守內欄佔先，精英大師則守在第四位。到最後200米，精英大師加速并在數步間輕易超越對手。12月12日，精英大師成功衛冕香港短途錦標，在比賽守在第三位，跟隨電光火力及萬事旺之後，在最後階段牠輕鬆超越澳門代表電光火力，最後100米更收步而回，將優勢保持至終點，以接近兩個馬位距離擊敗好望角。
隨后，精英大師角逐短途三冠系列賽事，三關賽事都贏出對手最少一個馬位。首關洋紫荊短途錦標，起步一度受到蘇銘倫策騎的步步勇切入而一度收慢，末段精英大師雖然受到鄉村樂韻的挑戰，但稍稍發力即輕易甩開對手取勝，並造出沙田一千米級際賽紀錄時間55.3秒，至今只有蓮華生輝曾於同班同程跑出55.37秒。在次關百週年紀念短途盃中，同樣受到鄉村樂韻的挑戰，但精英大師也輕松勝出在最後一關主席短途獎，精英大師因抽到13檔起步而選擇不領放守在第五位，讓領放馬電光火力、金岡盃等馬帶出，轉直路後開始超越領前馬電光火力及步步勇，並乘機帶離對手，穩勝而回，追平沙田草地1200米紀錄時間1.08.4之餘，更追平雪茄十六連勝的紀錄，勝出此賽事後，精英大師累積獎金達4513萬港元，已經超越原居民的原有紀錄。精英大師贏出主席短途獎前，練馬師告東尼向香港賽馬會申請在女皇銀禧紀念盃親自策騎上陣，但是馬會未收到有關申請。
4月24日精英大師出戰香港二級賽女皇銀禧紀念盃，首次挑戰1400米，比賽初期已帶帶出，終以一又四分之三馬位的優勢擊敗芙蓉鎮，取得了自分級賽 創立以來17連勝的世界紀錄（十七連勝紀錄後來被美國馬Peppers Pride在2008年打破，但牠贏得的賽事都是新墨西哥州的普通比賽，當中並不包括分級賽。如計算分級賽的話，信雅達在2010年8月7日打破精英大師連勝紀錄。）
精英大師勝出第17場比賽前，法兰克·斯特罗纳克（Frank Stronach）揚言將派2004年國際評分最高的馬匹驅魔客與其單挑，對戰地點在美國加利福尼亞洲聖雅尼塔馬場。對方宣稱會來香港洽談此事，但連番爽約，最終未能成事，施雅治因此指責對方製造新聞增加驅魔客的配種價值。
5月14日，精英大師首次挑戰冠軍一哩賽，雖然是首次出戰1600米，且有多匹實力外國馬匹參戰，包括了史上首匹英愛一千堅尼冠軍吸引力以及在日本多場一級賽中活躍的大宇宙，但馬迷仍期望精英大師能夠取得18連勝和單季7捷的香港紀錄，并捧成1.2倍大熱門。比賽一開始精英大師帶出，力阻其他領放馬試圖貼欄，剩下二百米時，精英大師領先，正當馬迷以為勝利在望時，同樣由告東尼訓練的牛精福星在巫斯義力鞭之後反應良好，超越精英大師取勝，牠的連勝傳奇被終止，賽後馬場一度啞雀無聲，不相信精英大師落敗。賽後施雅治認為馬匹可以應付1600米賽事，經過考慮後決定出戰日本東京競馬場安田紀念賽。
5月26日，精英大師與牛精福星離開香港前往日本，6月5日在東京競馬場角逐1600米賽程的安田紀念賽。在日本的賠率只是8倍的第五熱門，起步後當馬群隊形形成後，跟隨天鵝騎士守在第二位，但由於天鵝騎士一馬當先帶出，導致精英大師未能一直未有機會貼欄，去到最後階段精英大師取得領先優勢，但後來受到了淺草田園、東商變革及牛精福星激烈爭奪，結果被前兩馬超越下以極短勝負距離取得第三。高雅志在賽後表示敗因是天鵝騎士過早乏力，迫使精英大師提早發力。施雅治表示，此後會將主要精力放在短途比賽。精英大師雖然未能取得最後兩場比賽的勝利，但仍再度蟬聯最佳短途馬、香港馬王和最受公眾歡迎馬匹稱號。

### 2005-06年馬季
9月21日精英大師與另一匹香港馬好望角一起出發前往日本，準備10月2日中山競馬場的短途馬錦標。在日本的賠率為2倍大熱門，在第13檔起步的精英大師精英大師守在第四位，在中段開始發力上前至第二，到最後直路仍然守在第二位，剩下150米左右的時候，率先超越力弱金鎮之光，並力壓凌厲後勁的多旺達，以一個多馬位的優勢勝出，成為該項賽事創辦以來，首匹在日本以外訓練的獲勝馬匹。精英大師在勝出此賽事後，與番攤及永勝共同擁有香港賽駒勝出最多賽事的紀錄。
返港後，精英大師開始準備12月的香港國際賽事。11月18日的香港短途錦標預賽前，與伴跳馬利利高拍跳一課，平時本可先於對手的精英大師這次卻落後給對手，之後證實了出現流感，但施雅治對此作出否認，同日被香港賽馬會競賽小組以「食慾不振，精神欠佳」為理由勒令退出比賽。當時告東尼仍希望精英大師及時康復以出戰香港短途錦標。11月29日，精英大師進行一課試閘，只能以第五名完成，告東尼宣佈精英大師退出香港短途錦標。
自短途馬錦標後經過4個多月休息，精英大師於2006年2月26日復出，出戰百週年紀念短途盃，仍被追捧成大熱門，結果在比賽未能領放下，只獲得第七，這是精英大師生涯第一次未入三甲。3月26日精英大師出戰主席短途獎賽事，賽前施雅治表示，如果馬匹再次不入三甲，將運往到澳洲靈犀牧場放草一段時間以休養。在比賽當日，精英大師守住較前位置，直路與大熱門燦惑爭奪，期間燦惑內閃，影響了精英大師的發力速度，最後五十米，才跟上的金岡盃漁人得利後來居上爆冷取勝，精英大師則在最後階段力弱只得第三，結果避過放草的命運。
4月15日，精英大師出戰香港一級賽女皇銀禧紀念盃，馬匹狀態大幅回升，為賽事的次熱門，比賽時採取領放，終點前二百米帶離跟隨其後的高智慧取得較明顯領先優勢，不料最後關頭被大熱門勝利飛駒如箭般殺上，以半個馬位之差惜敗。5月9日精英大師再度挑戰冠軍一哩賽，再次成為大熱門，在賽事中大部份時間處於活力寶蹄的壓迫，但仍然取得領先，最後200米無法招架大敗而回，只得到第九名，賽後雖獲安田紀念賽參賽權，但因為馬匹動作僵硬拒絕參賽。在季尾的冠軍人馬獎中，精英大師雖未成為香港馬王，但仍然力壓燦惑、電光火力及金岡盃成為最佳短途馬。

### 2006-07年馬季
10月1日，精英大師第二次出戰短途馬錦標，但被抽在外檔第十四檔起步，跟隨兼併目標僅守第二位，轉入直路最初佔有短暫領前優勢，直路上被澳洲著名短途馬兼併目標帶出，最後更被兩匹冷門馬名將球手及巴斯特超越，只獲得第四名。其後精英大師返回香港，11月19日在香港短途錦標預賽上陣，比賽早段稍稍留後，最後階段試圖追上領放馬，終點前力弱，以第四名完成。其後獲角逐香港短途錦標資格，12月10日，牠在不被外界看好的情況下，在比賽中以4個馬位之差負於打破場地賽記錄時間的騏綵獲得第二名，在賽事中一直守在第四位，直路上開始展開良好的衝刺，但是一早被騏綵帶離下，只得一席第二。不幸的是，賽後經馬會首席獸醫診斷，精英大師出現關節退化，後蹄球節骨有磨損及發炎情況。2007年1月1日的戰三級賽華商會挑戰盃，告東尼同時派遣多匹馬參戰，精英大師仍被馬迷追捧成大熱門，在起步後馬匹穩守第三位，轉入直路後力弱僅得第七。
由於健康問題，馬主向告東尼提出退役建議，但告東尼拒絕，建議再多跑賽事才作出決定，最後雙方決定跑畢百週年紀念短途盃後退役。2007年2月4日出戰百週年紀念短途盃，並配戴眼罩上陣，此舉希望增加馬匹前速，但是比賽反應平平，無法領放或跟前，只能居中，末段乏力，未能爭勝，十匹馬中取得第九名。翌天，向香港賽馬會申請精英大師退役獲得接納。香港賽馬會於2月25日在沙田馬場為牠舉行告別儀式，並將一場第四班賽事命名為「精英大師讓賽」。告別儀式當日，由高雅志策騎的精英大師在沙田馬場草地跑道上輕鬆奔跑，馬匹跑過終點柱後，接受馬迷的最後致敬。整個競賽生涯，精英大師的累積獎金達62,496,396港元，創下香港賽馬史上最高獎金紀錄，直到2007年3月30日爪皇凌雨勝出杜拜司馬經典賽後，紀錄方被打破。
2007年3月12日，精英大師被送返出生地澳洲，於墨爾本市郊兀兰國家公園之中，專為世界各地馬王設立的「生者傳奇」牧場生活。

## 評分
精英大師的香港評分在2002-03年馬季達到121分。自2003年12月14日勝出香港短途錦標後，評分一直維持在132分，成為當時香港評分最高的賽駒。到2006年3月26日出戰主席短途獎跑第三後，評分開始下降，退役前的評分是119分。
國際評分方面，在2003年度的國際評分為121分，在草地短途類別併列第三。2004年起，國際賽馬組織聯盟將世界純種競賽馬匹排名分為北半球和南半球兩個類別，香港被劃入南半球類，精英大師在2004-05年度的評分為123分，是國際評分最高的草地短途馬匹2005年，精英大師出戰短途馬錦標，因而進入在2005年度評分表中，并以123分成為評分最高的短途馬。2005-06年度，其國際評分修正為121分，仍然保持草地短途類別的最高評分。到2006-07年，由於國際評分不足115分，評分表中不再出現牠的名字。
至於英國出版社態況（Timeform）曾經在2005年度給予精英大師133分，與杜拜世界盃冠軍五月玫瑰併列年長馬組別冠軍。

## 血統背景
父系是美國出生及訓練的馬匹，競賽生涯為19戰6冠，在美國當地勝出賽事是條件標售馬賽 及處女馬賽，並未參與任何大賽。後被運到澳洲配種，雖然配種成績未見突出，但亦有成功例子。除精英大師外，其他成功例子為在香港角逐的勝利飛駒。母系，1993年出生出自，競賽生涯12戰4冠，在澳洲比賽，勝出的賽事1000-1100米，精英大師是牠的首胎，其中精英大師同母異父的弟弟一定好，曾經在香港打吡預賽獲得第三。另外半妹狂大姐勝出兩場分級賽，另外曾在一級賽上名。

## 詳細賽績
| 日期       | 馬場 | 距離     | 級別       | 賽事名稱         | 負重(磅) | 騎師   | 名次/出馬 | 時間   | 勝距(馬位) | 冠軍(亞軍)   |
| ---------- | ---- | -------- | ---------- | ---------------- | -------- | ------ | --------- | ------ | ---------- | ------------ |
| 26/12/2002 | 沙田 | 草1000米 |            | 第四班讓賽       | 126      | 高雅志 | 1/14      | 57.8   | 3-3/4      | （勝利齊來） |
| 19/1/2003  | 沙田 | 草1200米 |            | 第三班讓賽       | 130      | 高雅志 | 1/14      | 1:09.8 | 2-1/2      | （寶樹勁盈） |
| 23/2/2003  | 沙田 | 草1000米 |            | 第二班讓賽       | 120      | 高雅志 | 1/14      | 55.5   | 3/4        | （丹山飛駒） |
| 23/3/2003  | 沙田 | 草1200米 |            | 第一班讓賽       | 129      | 高雅志 | 1/14      | 1:09.6 | 1          | （驃騎）     |
| 29/5/2003  | 沙田 | 草1000米 | 香港二級賽 | 沙田銀瓶         | 113      | 高雅志 | 1/7       | 57.2   | 3-3/4      | （上浦福將） |
| 11/10/2003 | 沙田 | 草1000米 | 香港三級賽 | 沙田短途錦標     | 127      | 高雅志 | 1/14      | 55.7   | 頸位       | （紅旗飛揚） |
| 22/11/2003 | 沙田 | 草1000米 | 香港二級賽 | 香港短途錦標預賽 | 123      | 高雅志 | 1/9       | 56.8   | 2-1/2      | （幸福財星） |
| 14/12/2003 | 沙田 | 草1000米 | 國際一級賽 | 香港短途錦標     | 126      | 高雅志 | 1/14      | 56.5   | 1          | （貨幣名駒） |
| 1/2/2004   | 沙田 | 草1000米 | 香港一級賽 | 洋紫荊短途錦標   | 126      | 高雅志 | 1/7       | 56.5   | 2-3/4      | （勇捷神駒） |
| 13/3/2004  | 沙田 | 草1000米 | 香港一級賽 | 百週年紀念短途盃 | 126      | 高雅志 | 1/10      | 56.2   | 2-1/2      | （好望角）   |
| 25/4/2004  | 沙田 | 草1200米 | 香港一級賽 | 主席短途獎       | 126      | 高雅志 | 1/13      | 1:08.5 | 2-1/4      | （好望角）   |
| 21/11/2004 | 沙田 | 草1000米 | 香港二級賽 | 香港短途錦標預賽 | 128      | 高雅志 | 1/10      | 55.9   | 1          | （步步勇）   |
| 12/12/2004 | 沙田 | 草1000米 | 國際一級賽 | 香港短途錦標     | 126      | 高雅志 | 1/14      | 56.8   | 1-3/4      | （好望角）   |
| 23/1/2005  | 沙田 | 草1000米 | 香港一級賽 | 洋紫荊短途錦標   | 126      | 高雅志 | 1/7       | 56.3   | 1-3/4      | （鄉村樂韻） |
| 27/2/2005  | 沙田 | 草1000米 | 香港一級賽 | 百週年紀念短途盃 | 126      | 高雅志 | 1/11      | 56.7   | 1          | （鄉村樂韻） |
| 3/4/2005   | 沙田 | 草1200米 | 香港一級賽 | 主席短途獎       | 126      | 高雅志 | 1/14      | 1:08.4 | 1-3/4      | （勁闖）     |
| 24/4/2005  | 沙田 | 草1400米 | 香港二級賽 | 女皇銀禧紀念盃   | 126      | 高雅志 | 1/11      | 1:21.8 | 1-3/4      | （芙蓉鎮）   |
| 14/5/2005  | 沙田 | 草1600米 | 香港一級賽 | 冠軍一哩賽       | 126      | 高雅志 | 2/13      | 1:33.7 | 短頭       | 牛精福星     |
| 5/6/2005   | 東京 | 草1600米 | 國際一級賽 | 安田紀念賽       | 58公斤*  | 高雅志 | 3/18      | 1:32.3 | 頸位@      | 淺草田園     |
| 2/10/2005  | 中山 | 草1200米 | 日本一級賽 | 短途馬錦標       | 57公斤*  | 高雅志 | 1/16      | 1:07.3 | 1          | （多旺達）   |
| 26/2/2006  | 沙田 | 草1000米 | 香港一級賽 | 百週年紀念短途盃 | 126      | 高雅志 | 7/10      | 57.2   | 5-1/2      | 燦惑         |
| 26/3/2006  | 沙田 | 草1200米 | 香港一級賽 | 主席短途獎       | 126      | 高雅志 | 3/11      | 1:10.0 | 1-3/4      | 金岡盃       |
| 15/4/2006  | 沙田 | 草1400米 | 香港一級賽 | 女皇銀禧紀念盃   | 126      | 高雅志 | 2/8       | 1:21.7 | 1/2        | 勝利飛駒     |
| 7/5/2006   | 沙田 | 草1600米 | 香港一級賽 | 冠軍一哩賽       | 126      | 高雅志 | 9/13      | 1:34.6 | 5-3/4      | 牛精福星     |
| 1/10/2006  | 中山 | 草1200米 | 國際一級賽 | 短途馬錦標       | 57公斤*  | 高雅志 | 4/16      | 1:08.5 | 2-3/4@     | 兼併目標     |
| 19/11/2006 | 沙田 | 草1000米 | 香港二級賽 | 香港短途錦標預賽 | 123      | 高雅志 | 4/13      | 56.4   | 1-3/4      | 步步勇       |
| 10/12/2006 | 沙田 | 草1200米 | 國際一級賽 | 香港短途錦標     | 126      | 高雅志 | 2/12      | 1:08.4 | 4-1/4      | 騏綵         |
| 1/1/2007   | 沙田 | 草1400米 | 香港三級賽 | 華商會挑戰盃     | 126      | 高雅志 | 7/14      | 1:21.2 | 4          | 俊歡騰       |
| 4/2/2007   | 沙田 | 草1000米 | 香港一級賽 | 百週年紀念短途盃 | 126      | 高雅志 | 9/10      | 57.2   | 5-1/4      | 燦惑         |

*日本賽事官方負重單位為公斤。
#2005年短途馬錦標賽事為日本一級賽。
@日本賽事的勝負距離只計算與前一名馬匹的差別，此為香港賽馬會所計算。
資料來源：

## 主要勝出賽事
- 沙田銀瓶（2003年）
- 沙田短途錦標（2003年）
- 香港短途錦標預賽（2003、04年）
- 香港短途錦標（2003、04年）
- 洋紫荊短途錦標（2004、05年）
- 百週年紀念短途盃（2004、05年）
- 主席短途獎（2004、05年）
- 女皇銀禧紀念盃（2005年）
- 短途馬錦標（2005年）

## 跑法
精英大師的慣常跑法是領放，通常在沒有其他領放馬的情況下會搶先，務求盡早貼欄，不讓對手有佔先的機會，通常會與一兩頭前列馬併排，許可的情況下，高雅志會讓牠單騎領放對手一至兩個馬位，在領放的時候有時候受到跟前馬的挑戰，但在全盛時期的精英大師可以以極快步速消耗包括後上馬在內對手的體力。因此在勝出的17場比賽中以及一些表現好的賽事，很少馬匹能對牠作出威脅，例如好望角往往進佔第二的時候，精英大師已經輕鬆收步過終點。但是如果遇上多匹同樣搶放馬匹的話，牠可以選擇留在較後的位置，例如在短途馬錦標中馬匹起步後守在第四位，然後中段加速跟隨領放的金鎮之光，在直路率先超越對手，從而勝出短途馬錦標。另外，已故前練馬師愛倫曾提及精英大師前速、後勁兼備，此論點在2005年洋紫荊短途錦標及主席短途獎得到證實。兩場賽事精英大師均留守領放馬後，於最後四百米作最後衝刺，結果分別跑出55.30（1000米）及1:08.40（1200米）的沙田馬場級際賽紀錄時間（兩者均已被打破）。

## 評價
香港賽馬會評磅員簡勵廉在2004年香港國際賽事與來自世界各地的評磅員討論馬匹實力時表示：「只需要看（精英大師）牠比賽，就知道有多厲害。」練馬師告東尼表示，此馬是一匹懂得留力的馬匹，操練不需刻意用力，到比賽的時候會用盡全力的馬匹。施雅治對於精英大師的評價是無可代替，很難再找到一匹如精英大師般成就的賽駒。此外，2005年安田紀念的賽事片段被上載至日本網站niconico後，精英大師無懼超快步速跑得季軍的表現被當地馬迷評為怪物。

## 宿敵
精英大師在競賽期間曾遇上以下的宿敵：
好望角
好望角來港初期表現一般，後來馬匹有所進步後，集中角逐短途賽事，在精英大師角逐頂級賽事前，在短途三冠大賽跑得接近，當中主席短途獎跑獲亞軍，僅不敵短途三冠喜勁寶。其後表現穩定，但屢番敗於精英大師下，在短途三冠賽事跑獲兩亞及一季，練馬師岳敦調整戰略，讓牠角逐世界各地重要短途賽事，減少留港出賽的頻度。結果勝出兩場國際一級賽冠軍，更成為首屆世界短途挑戰賽總冠軍。總共十一次遇上精英大師的賽事中，悉數敗北。香港賽馬會在2010年香港國際賽事介紹一哩錦標參戰馬小柏高的時候，亦以牠多番敗於金剛威作同樣比喻。練馬師岳敦曾表示，好望角遇上了精英大師是一種恥辱。
| 日期       | 賽事             | 精英大師名次 | 好望角名次 |
| ---------- | ---------------- | ------------ | ---------- |
| 11/10/2003 | 沙田短途錦標     | 1            | 5          |
| 22/11/2003 | 香港短途錦標預賽 | 1            | 4          |
| 14/12/2003 | 香港短途錦標     | 1            | 3          |
| 1/2/2004   | 洋紫荊短途錦標   | 1            | 3          |
| 23/3/2004  | 百週年紀念短途盃 | 1            | 2          |
| 25/4/2004  | 主席短途獎       | 1            | 2          |
| 21/11/2004 | 香港短途錦標預賽 | 1            | 4          |
| 13/12/2004 | 香港短途錦標     | 1            | 2          |
| 27/2/2005  | 百週年紀念短途盃 | 1            | 5          |
| 3/4/2005   | 主席短途獎       | 1            | 3          |
| 2/10/2005  | 短途馬錦標       | 1            | 11         |

燦惑
練馬師沈集成在勝出香港經典一哩賽後，並沒有增程角逐中距離賽事，並以短途賽事為主。在主席短途獎及女皇銀禧紀念盃先後以第五及第七完成。在2006年百週年紀念短途盃以次熱門勝出，在主席短途獎與精英大師成為兩大熱門，結果燦惑奪亞，精英大師跑第三。
| 日期       | 賽事             | 精英大師名次 | 燦惑名次 |
| ---------- | ---------------- | ------------ | -------- |
| 3/4/2005   | 主席短途獎       | 1            | 5        |
| 24/4/2005  | 女皇銀禧紀念盃   | 1            | 7        |
| 26/2/2006  | 百週年紀念短途盃 | 7            | 1        |
| 26/3/2006  | 主席短途獎       | 3            | 2        |
| 19/11/2006 | 香港短途錦標預賽 | 4            | 8        |
| 10/12/2006 | 香港短途錦標預賽 | 2            | 8        |
| 4/2/2007   | 百週年紀念短途盃 | 9            | 1        |

## 宣傳及其他
精英大師服役期間，被香港賽馬會大力宣傳，馬會為牠建立專屬網站，亦為牠發行多項紀念品，包括T恤、太陽帽、匙扣、八達通卡、模型、郵票等。香港賽馬會還曾製作《愛彼錶女皇盃及精英大師 - 不敗傳奇》DVD影碟，於2004年4月的愛彼錶女皇盃賽馬日免費贈予入場觀眾。香港歌手鄭中基曾為精英大師灌錄打氣主題曲《精英》。EMI唱片公司為紀念其連捷不敗紀錄，亦曾為牠推出了一張的紀念專輯，收錄包括《精英》在內的7首打氣歌曲以及精英大師17場連勝比賽片段。
2005年4月24日，即精英大師取得17連勝世界紀錄的當日，馬迷在領取香港賽馬會派發的紀念帽時發生混亂，導致26人受傷。2007年2月25日，香港賽馬會在沙田馬場為精英大師舉行歡送儀式，並印製了精英大師紀念特刊贈予入場馬迷。
2007年3月至2006-07年馬季結束為止，香港賽馬會為精英大師在跑馬地馬場香港賽馬博物館舉行展覽，在場館顯示牠競賽生涯所賽事所用的物品（晨操鞍布）、馬匹護照以及在日本所使用的號布，還有牠所長出的乳齒被制成手飾。
施雅治在精英大師退役後成為馬主團體競駿會主席，2008年8月出席競駿會活動的時候，當施雅治提議將其中一匹新馬名字命名為“競駿精英”，獲全場會員支持，其後另一匹新馬則命名為“競駿大師”。
2010年11月21日同樣由施雅治擁有的魔幻大師首次由高雅志策騎，牠在該天勝出第四班賽事，令部份在場馬迷回憶起高雅志策騎精英大師的英姿。
除了在香港的報章在新聞版有顯著的篇幅報導外，一般而言賽馬消息只會刊載於馬經版。亦受到了世界各地傳媒的報導，除了賽馬報導外，一些主流新聞媒體亦有相關的報導，例如是英國廣播公司、美國時代雜誌，時代雜誌曾兩度介紹精英大師，包括2004年底亞洲版及南太平洋版將牠評為2004年最重要「人」物之一（People Who Mattered / The most important people of 2004，多被誤作2004年最具影響力一百人，但在相關名單實未出現），精英大師退役時又曾作專題報導。甚至一些並非賽馬作主流運動的國家亦有關於牠的報導，例如台灣TVBS報導牠打破紀錄退役的消息。另外，亦對於精英大師的近親有相關報導，例如報導2007年出生的半弟Best Choice取得首勝的消息。
2015年1月，為慶祝香港賽馬會130周年紀念，香港賽馬會發行精英大師八達通卡，意喻「路路暢通」。

### 引用
1. 1 2 3  The Measure of a Horse （页面存档备份，存于）2007年2月8日時代雜誌
2. ↑  .   [2021-01-03]. （原始内容存档于2021-04-20）.
3. 1 2  . 香港賽馬會.   [2011-09-29]. （原始内容存档于2011-11-06）.
4. ↑  . 香港蘋果日報. 2007-02-06  [2011-09-29].
5. ↑  .   [2011-09-29]. （原始内容存档于2012-03-17）.
6. 1 2  . bloodhorse.com. （原始内容存档于2009-09-14）.
7. ↑  2002年8月23日柏拉瑞特第四場試閘結果
8. ↑  精英大師紀念冊p.18
9. ↑  . 悉尼晨鋒報. 2005-04-23  [2011-09-29]. （原始内容存档于2006-05-16）.[
10. ↑  . 明報. 2007-03-27  [2011-02-25]. （原始内容存档于2011-02-25）.
11. ↑  精英大師最佳聖誕禮物 2002年12月23日星島日報
12. ↑  Bell p.34
13. ↑  .   [2009年8月26日]. （原始内容存档于2009年1月9日）.
14. ↑  Bell p.36-39
15. ↑  2003年2月23日第五場
16. ↑  沿途走位評述2003年3月23日第二場
17. ↑  沿途走位評述2003年6月7日第三場
18. ↑  . 香港賽馬會. 2003-06-21  [2011-09-29]. （原始内容存档于2016-03-07）.
19. ↑  .   [2009年8月28日]. （原始内容存档于2007年5月20日）.
20. ↑  Local Silent Witness Shines in Hong Kong Sprint （页面存档备份，存于） bloodhorse.com
21. ↑  告東尼憑「精英大師」「幸運馬主」揚威港馬贏兩項國際賽 2003年12月15日蘋果日報
22. ↑  Bell p.73-79
23. ↑  精英大師成馬王之王　連勝十一場破同德紀錄 2004年4月26日太陽報
24. ↑  短途三冠王新一代馬王 「精英大師」締11連勝紀錄 2004年4月26日星島日報A15
25. ↑  Bell p.84-89
26. ↑  . 香港賽馬會. （原始内容存档于2018-12-16）.
27. ↑  沿途走位評述 2004年11月21日第七場
28. ↑  .   [2009年8月27日]. （原始内容存档于2016年2月15日）.
29. ↑  Bell p.103-106
30. ↑  . 蘋果日報. 2005年1月24日  [2011-09-29].
31. ↑  Bell p.126-129
32. ↑  .   [2009年8月27日]. （原始内容存档于2007年5月19日）.
33. ↑  沿途走位評述 2005年4月3日第七場
34. ↑  Bell p.120-127
35. ↑  告東尼盼騎精英大師 創世績　本月女皇杯 申請重披戰衣 2005月4月1日經濟日報
36. ↑  . 蘋果日報. 2005年4月1日  [2011-09-29].
37. 1 2  Bell p.136-141
38. ↑  . 蘋果日報. 2005年4月25日  [2011-09-29].[永久]
39. ↑  Record Holder Peppers Pride Retired  （页面存档备份，存于）bloodhorse.com
40. ↑  Zenyatta remains unbeaten in 17 races []
41. ↑  . Daily Racing Form.   [2011-09-29]. （原始内容存档于2010-10-06）.
42. ↑  . Daily Racing Form.   [2011-09-29]. （原始内容存档于2010-10-06）.
43. ↑  Report: U.S., Hong Kong champion horses might have showdown CBS Sports []
44. ↑  施雅治 拒絕驅魔客挑戰 2005年4月29日蘋果日報 D14
45. ↑  . 香港賽馬會.
46. ↑  Bell p.144-147
47. 1 2  . 蘋果日報.   [2011-09-29].
48. ↑  . 日經廣播. 2005-06-05  [2011-09-29]. （原始内容存档于2012-07-15）.
49. ↑  精英大師紀念冊 p.56
50. ↑  . 香港賽馬會. （原始内容存档于2018-12-16）.
51. ↑  . 香港賽馬會.   [2011-09-29].
52. ↑  . netkeiba.com. 2005-10-02  [2011-09-29]. （原始内容存档于2016-03-04）.
53. ↑  . 蘋果日報. 2011年1月18日  [2011-09-29].[]
54. ↑  . 香港賽馬會.   [2011-09-29]. （原始内容存档于2016-03-07）.
55. ↑  精英大師 染病毒退出 2005年11月18日蘋果日報D2
56. ↑  精英大師 彈閘未復甦 棄戰國際賽 2005年11月30日新報
57. ↑  2005年11月29日沙田第三組試閘結果
58. ↑  . 香港賽馬會. （原始内容存档于2016-03-06）.
59. ↑  .   [2009年9月23日]. （原始内容存档于2016年3月8日）.
60. ↑  .   [2009年9月23日]. （原始内容存档于2012年9月4日）.
61. ↑  . 蘋果日報. 2006年3月27日  [2011-09-29]. （原始内容存档于2015-06-03）.
62. ↑  .   [2009年9月25日]. （原始内容存档于2006年4月30日）.
63. ↑  精英大師紀念冊 p.65
64. ↑  Selected Horses - Yasuda Kinen (G1) （页面存档备份，存于） 2006年5月12日
65. ↑  精英大師紀念冊 p.64
66. ↑  . 香港賽馬會. （原始内容存档于2006-07-06）.
67. ↑  . 香港賽馬會. （原始内容存档于2018-12-16）.
68. ↑  國泰航空香港短途錦標 - 練馬師及騎師賽後評語
69. ↑  . 香港賽馬會. （原始内容存档于2006-12-16）.
70. ↑  .   [2011年3月6日]. （原始内容存档于2007年4月24日）.
71. ↑  .   [2009年8月31日]. （原始内容存档于2008年10月9日）.
72. ↑  . 蘋果日報. 2007-02-05  [2011-09-29].
73. ↑  三萬多馬迷歡送「精英大師」場面感人 （页面存档备份，存于） 香港賽馬會
74. ↑  . 蘋果日報. 2007-02-26  [2011-09-29]. （原始内容存档于2007-02-28）.
75. ↑  . （原始内容存档于2018-12-15）.
76. ↑  . 蘋果日報. 2007年2月5日  [2011-09-29]. （原始内容存档于2007年4月4日）.
77. ↑  .   [2011-09-29]. （原始内容存档于2007-07-10）.
78. ↑  . 香港賽馬會. （原始内容存档于2015-11-17）.
79. ↑   (PDF). 國際賽馬組織聯盟. （原始内容存档 (PDF)于2012-05-16）.
80. ↑  . 國際賽馬組織聯盟. （原始内容存档于2011-06-06）.
81. ↑  . 國際賽馬組織聯盟.[]
82. ↑  . 國際賽馬組織聯盟. （原始内容存档于2011-06-06）.
83. ↑  在2006-07香港國際評分，精英大師評香港評分為112分 的存檔，存档日期2009-09-09. 香港賽馬會公佈的香港國際評分
84. ↑  . racingandsports.com.au. （原始内容存档于2011-10-24）.
85. ↑  . pedigreequery.com. （原始内容存档于2009-06-18）.
86. ↑  . pedigreequery.com. （原始内容存档于2009-06-16）.
87. ↑  .   [2020年9月16日]. （原始内容存档于2011年10月8日）.
88. ↑  .   [2020年9月16日]. （原始内容存档于2011年10月8日）.
89. ↑  .   [2020年9月16日]. （原始内容存档于2016年3月9日）.
90. ↑  .   [2020年9月16日]. （原始内容存档于2011年10月8日）.
91. ↑  .   [2020年9月16日]. （原始内容存档于2011年10月8日）.
92. ↑  .   [2020年9月16日]. （原始内容存档于2011年10月8日）.
93. ↑  .   [2020年9月16日]. （原始内容存档于2011年10月8日）.
94. ↑  .   [2020年9月16日]. （原始内容存档于2011年10月8日）.
95. ↑  .   [2020年9月16日]. （原始内容存档于2011年10月8日）.
96. ↑  .   [2020年9月16日]. （原始内容存档于2011年10月8日）.
97. ↑  .   [2020年9月16日]. （原始内容存档于2016年3月7日）.
98. ↑  .   [2020年9月16日]. （原始内容存档于2016年3月9日）.
99. ↑  .   [2020年9月16日]. （原始内容存档于2011年10月8日）.
100. ↑  .   [2020年9月16日]. （原始内容存档于2016年3月7日）.
101. ↑  .   [2020年9月16日]. （原始内容存档于2011年8月12日）.
102. ↑  .   [2020年9月16日]. （原始内容存档于2011年8月12日）.
103. ↑  .   [2020年9月16日]. （原始内容存档于2016年3月9日）.
104. ↑  .   [2020年9月16日]. （原始内容存档于2011年10月8日）.
105. ↑  .   [2011-03-05]. （原始内容存档于2009-06-10）.
106. ↑  .   [2011-03-05]. （原始内容存档于2010-09-26）.
107. ↑  .   [2020年9月16日]. （原始内容存档于2011年8月12日）.
108. ↑  .   [2020年9月16日]. （原始内容存档于2011年10月8日）.
109. ↑  .   [2020年9月16日]. （原始内容存档于2016年3月6日）.
110. ↑  .   [2020年9月16日]. （原始内容存档于2011年8月12日）.
111. ↑  .   [2011年3月5日]. （原始内容存档于2010年9月26日）.
112. ↑  .   [2020年9月16日]. （原始内容存档于2011年8月12日）.
113. ↑  .   [2020年9月16日]. （原始内容存档于2011年10月8日）.
114. ↑  .   [2020年9月16日]. （原始内容存档于2011年8月12日）.
115. ↑  .   [2020年9月16日]. （原始内容存档于2011年8月12日）.
116. ↑  . Racing Post.   [2011-09-29]. （原始内容存档于2015-11-02）.
117. ↑  . racingandsports.com.au.   [2011-09-29]. （原始内容存档于2014-09-08）.
118. ↑   Archive.today的存檔，存档日期2012-07-10 日經廣播
119. ↑  Bell p.100
120. ↑  精英大師紀念冊 p.10
121. ↑  國泰航空香港國際賽事2010馬匹往績特刊p.32 （页面存档备份，存于） 香港賽馬會
122. ↑  .   [2020-09-16]. （原始内容存档于2006-03-27）.
123. ↑  週日入場送「愛彼錶女皇盃及精英大師 - 不敗傳奇」DVD （页面存档备份，存于） 香港賽馬會
124. ↑  派精英大師帽 秩序大亂26傷 馬場人踩人[永久] 蘋果日報，2005年4月25日
125. ↑  週日歡送「精英大師」榮休  馬王紀念特刊送贈入場觀眾 （页面存档备份，存于） 駿網
126. ↑  施雅治大嘆走寶 2008年8月18日 新報D2
127. ↑  . 香港賽馬會. （原始内容存档于2010-11-23）.
128. ↑  . 蘋果日報. 2010年11月22日  [2011-09-29]. （原始内容存档于2015-06-03）.
129. ↑  . BBC. （原始内容存档于2016-03-07）.
130. 1 2  . 香港賽馬會.   [2025-06-29] （中文（香港））.
131. ↑  精英大師 的存檔，存档日期2007-12-30. 《時代雜誌》，2004年最具影響力人物
132. ↑  . on.cc東網. 2023-07-26  [2025-06-29] （中文（香港））.
133. ↑  . TIME.com.   [2025-06-29] （美国英语）.
134. ↑  . TIME.com.   [2025-06-29] （美国英语）.
135. ↑  . （原始内容存档于2005-08-25）.
136. ↑  . TVBS. （原始内容存档于2021-04-20）.
137. ↑  Best Choice Follows In Brothers Footsteps[]

### 书籍
- Bell, Murray. . 南華早報出版. 2005. ISBN 978-962-17-8947-1.
- Bill Mooney & Grorge Ennon. . Carlton Books. 2009. ISBN 978-1-84732-355-2.
- 香港名駒系列5 精英大師紀念冊 賽馬天下出版 吳嵩、余伯樂等著

## 外部連結
- 精英大師官方網站
- 精英大師馬匹資料 （页面存档备份，存于） 香港賽馬會
- 精英大師 《時代》雜誌，2004年最具影響力人物
- 精英大師血統表 （页面存档备份，存于）